# Piz Tschierva
Der Piz Tschierva ([ˌpitsˈtʃiə̯rvɐ]ⓘ, Oberengadinisch für ‚Hirschkuh‘ zu lateinisch cervus) ist ein Berg südlich von Pontresina im Kanton Graubünden in der Schweiz mit einer Höhe von 3545 m ü. M. Der pyramidenförmige Gipfel zählt zu den leicht zu besteigenden Gipfel des Berninagebietes und hat eine traumhafte Aussicht auf die grossen Ziele in der Umgebung wie Piz Morteratsch, Piz Roseg, Piz Scerscen oder den Biancograt zum Piz Bernina.

## Lage und Umgebung
Der Piz Tschierva liegt im zentralen Teil der Berninagruppe, einer Untergruppe der zentralen Ostalpen. Er befindet sich in der Val Roseg und liegt vollständig auf dem Gemeindegebiet von Samedan. Der Gipfel wird von zwei Gletschern umgeben, in der Nordflanke vom Vadret da Misaun und im Südosten vom Vadrettin da Tschierva, einem ehemaligen Seitenarm des Tschiervagletschers.
Talort ist Pontresina, häufige Ausgangspunkte ist das Hotel Roseg (1999 m) im Val Roseg oder die Tschiervahütte (2584 m) im Süden des Gipfels. Alternativ ist eine Besteigung auch von der Bovalhütte (2494 m) aus möglich.
Zu den Nachbargipfeln des Piz Tschierva gehören im Nordosten der Piz Mandra (3090 m), Piz Misaun (3249 m) und der Piz Boval (3352 m), im Südosten der Piz Morteratsch (3751 m) und der Piz Prievlus (3609 m) sowie der Piz Corvatsch (3451 m) im Westen.
Der am weitesten entfernte sichtbare Punkt (45° 15′ 35,7″ N, 7° 3′ 50,1″ O) vom Piz Tschierva ist die Pointe Sud du Grand Fond (3528 m) in den Grajischen Alpen im Tal von Maurienne in der Savoie. Er befindet sich in westsüdwestlicher Richtung und ist 253,5 km entfernt..

## Routen zum Gipfel

### Sommerrouten

#### Über den Ostgrat
- Ausgangspunkt:

1. Tschiervahütte (2583 m)
2. Hotel Roseg (1999 m)
3. Pontresina (1773 m)

- Via: Fuorcla Tschierva (3546 m)

1. Von der Tschiervahütte zum Vadrettin da Tschierva, dann nach Norden zur Fuorcla Tschierva
2. Vom Hotel Roseg ist der Anstieg ziemlich mühsam und wird kaum begangen
3. Von Pontresina via Lejin da Misaun (2687 m), P.2843, Vadrettin da Misaun, Vadret da Misaun und Fuorcla Tschierva

- Schwierigkeit: L ab Fuorcla Tschierva

1. L von der Tschiervahütte
2. WS- vom Hotel Roseg
3. WS- von Pontresina

- Zeitaufwand: ½ Stunde von der Fuorcla Tschierva

1. 2¾ Stunden von der Tschiervahütte
2. 4–4½ Stunden vom Hotel Roseg
3. 5½–6½ Stunden von Pontresina

- Erstbegeher: Johann Wilhelm Coaz und Gehilfen, 18. August 1850

#### Über den Südgrat
- Ausgangspunkt: Tschiervahütte (2583 m)
- Via: P.3119, Südgrat
- Schwierigkeit: L
- Zeitaufwand: 3–3½ Stunden
- Erstbegeher: Louis Reynier mit Christian Klucker, 13. August 1903

#### Über die Südwestflanke
Leicht über Schnee und Schutt, nicht empfehlenswert

#### Über den Nordwestgrat
- Ausgangspunkt: Hotel Roseg (1999 m)
- Via: Pfadspuren in Richtung Vadret da Misaun, Nordwestgrat
- Schwierigkeit: WS
- Zeitaufwand: 4½–5 Stunden
- Erstbegeher: Walter Leaf mit Hans Grass, 13. Juli 1880

#### Über die Nordflanke
Nicht empfehlenswert
- Schwierigkeit: ZS+
- Erstbegeher: Mrs. Roberts-Thomson mit Christian Klucker und Christian Zippert, 7. Juli 1904

### Winterrouten

#### Von der Tschiervahütte
- Ausgangspunkt: Tschiervahütte (2583 m)
- Via: Vadrettin da Tschierva, Fuorcla Tschierva (3334 m)
- Expositionen: SW, E
- Schwierigkeit: WS+
- Zeitaufwand: 3 Stunden
- Bemerkung: Von Pontresina (1773 m) bis zur Tschiervahütte in 4 Stunden, Schwierigkeit WS

#### Von der Bovalhütte
Die Fuorcla Misaun kann nur bei einwandfreien Verhältnissen überschritten werden (35–40° auf 100 Hm)
- Ausgangspunkt: Bovalhütte (2494 m)
- Via: P.2597, Vadret Boval Dadour, Fuorcla Misaun (3207 m), Fuorcla Tschierva (3334 m)
- Expositionen: NE
- Schwierigkeit: ZS+
- Zeitaufwand: 4½ Stunden
- Bemerkung: Von Morteratsch (1896 m) bis zur Bovalhütte in 2½ Stunden, Schwierigkeit WS-
- Abfahrt via Fuorcla Misaun, P.2612, Chünetta Sur nach Morteratsch

## Galerie

Piz Tschierva, Piz Morteratsch, Piz Palü, Biancograt, Piz Alv, Piz Bernina (im Nebel), Piz Scerscen und Piz Roseg (von links), aufgenommen von der Bergstation Corvatsch im Skigebiet Corvatsch-Furtschellas.
Die Berninagruppe, vom Munt Pers aus fotografiert (für Annotationen der einzelnen Berge aufs Bild klicken).
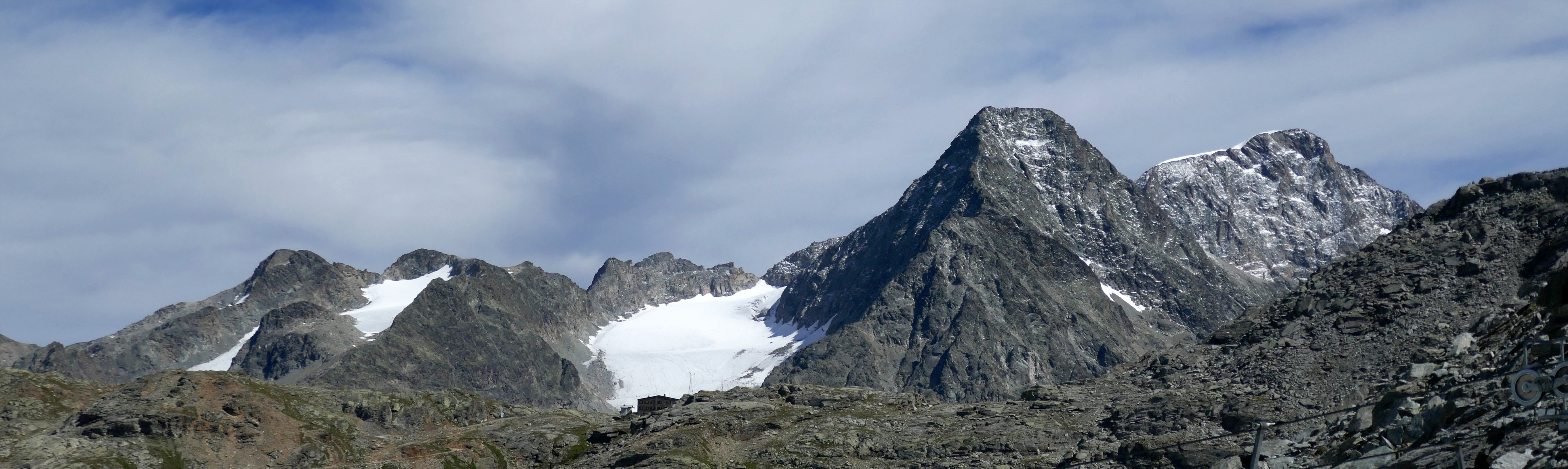
Piz Misaun, Piz Boval, Piz Tschierva und Piz Morteratsch (von links), im Vordergrund der Vadret da Misaun, fotografiert von der Mittelstation Murtèl im Skigebiet Corvatsch-Furtschellas.